# Partitocrazia
La partitocrazia è un regime politico in cui il potere e la vita politica dello Stato stesso ruotano attorno ai partiti, i quali si sostituiscono agli organi previsti dalla Costituzione.

## Definizione
Il termine fu coniato dal giornalista Roberto Lucifero
e reso noto dal giurista Giuseppe Maranini, che intitolò Governo parlamentare e partitocrazia la sua prolusione nella lezione inaugurale dell'Università di Firenze del 1949. Secondo Paolo Armaroli, "nella sua Storia del potere in Italia Giuseppe Maranini osserva che ai tempi dello Statuto albertino la forma di governo fu pseudoparlamentare perché contrassegnata dall'assemblearismo, vale a dire dalla dittatura d'assemblea".
Benedetto Croce utilizzò il termine "partitocrazia" per iscritto almeno dal 1947. 
Fu poi introdotto definitivamente nel dibattito politico italiano a partire dagli anni sessanta, in polemica con il consolidamento del sistema partitico nell'Italia del secondo dopoguerra. Secondo Giorgio Rebuffa "sotto la retorica della centralità e della sovranità del Parlamento si celò, dissimulato, e non visibile agli elettori, soprattutto, una forma atipica di party government. Come del resto sottolinearono ai tempi della cosiddetta solidarietà nazionale studiosi del calibro di Vezio Crisafulli e di Antonio La Pergola".
Negli ultimi anni con il termine partitocrazia si è spesso inteso il controllo dei settori dell'apparato pubblico (come sanità, istruzione, amministrazione pubblica, giustizia) da parte dei partiti politici, che ne fanno utilizzo per la raccolta clientelare del consenso invece che come servizio alla società civile.

### Diritti dei partiti e libertà del parlamentare
Secondo alcuni, la partitocrazia costituisce una grave degenerazione del regime democratico italiano, riproducendo difetti nel corretto funzionamento del pluralismo politico già riscontrati in altri Paesi: "con questo regime, i settori di opposizione come tale lucrano una partecipazione diretta nella gestione pubblica, con accesso ai messi politici ed alle reti di clientela, per il solo fatto di disporre di rappresentanza parlamentare e senza l'esigenza di un appoggio al governo, di compromessi o di coalizioni".
La conseguenza di questa limitazione dell'offerta politica è una maggiore capacità di influenza dei partiti sui loro rappresentanti nelle assemblee elettive. Nei loro confronti,  la minaccia di mancata ricandidatura alle successive elezioni, in caso di comportamento difforme alle istruzioni di partito, assume in queste condizioni un peso maggiore, anche se occorre ricordare che i partiti sono organismi considerati esplicitamente dalla Costituzione.
L'art. 49 della Costituzione prevede espressamente tra i loro compiti il concorso a determinare con metodo democratico la politica nazionale; i partiti hanno un implicito riconoscimento nel funzionamento delle Camere poiché i gruppi parlamentari (divisi per partiti) sono espressamente riconosciuti dai rispettivi Regolamenti.
Un problema delicato è perciò quello del rapporto tra la disciplina di gruppo (e quindi di partito) e la libertà del parlamentare.
La libertà del parlamentare è sancita nell'art. 67 della Costituzione:
La dottrina giuridica sostiene che è l'assenza di vincoli di condizionamento a consentire al parlamentare, almeno in linea di principio, di rappresentare la Nazione, di identificarsi con il popolo (in questo senso, Nicolò Zanon, Il libero mandato parlamentare, Giuffré 1991, p. 326 ss.); la giurisprudenza costituzionale sul punto è assolutamente tassativa (v. Corte cost., 7 marzo 1964, n. 14, in Giur. cost., 1964); è anche vero, però, che egli accetta liberamente di aderire ad un partito e quindi può essere destinatario della disciplina interna ad esso: questo comporta la necessità di accettare la regola della maggioranza e della minoranza prevista dallo statuto del partito per le decisioni comuni.
Fermo restando che in alcuni partiti si fa spesso salva la possibilità di agire individualmente secondo coscienza (in particolare su temi etici),  «quando il dissenso individuale diventa collettivo e di gruppo, si entra in una logica di soggetto politico».

## Opposizione alla partitocrazia

### Movimento Comunità
Il Movimento Comunità, fondato dall'imprenditore Adriano Olivetti negli anni cinquanta, espresse fin dalla fondazione posizioni critiche sulla partitocrazia, considerata inadatta al reclutamento di membri validi nei partiti, opponendo a tale organizzazione quella basata sulle comunità locali.

### Proposta di governo istituzionale di Bruno Visentini
Nel 1980 Visentini, contro la pratica della partitocrazia che si esprimeva negli estenuanti negoziati tra le segreterie dei partiti per arrivare alla composizione del governo, indicò un "ritorno alla Costituzione" nella forma di un "governo istituzionale": secondo Visentini, il governo avrebbe dovuto essere nominato autonomamente dal Presidente della Repubblica e insediato a seguito del voto di fiducia del Parlamento. Il governo istituzionale doveva trasformare la concezione del bene comune della maggioranza parlamentare in provvedimenti legislativi e amministrativi sotto il controllo del Parlamento. Il ruolo dei partiti doveva limitarsi alla raccolta del consenso popolare e alla sua discussione in Parlamento.
Il dibattito sul "governo istituzionale" vide contrari quasi tutti i partiti, compreso lo stesso PRI di Visentini; l'unico appoggio, ma non incondizionato, venne espresso dal PCI di Luigi Longo ed Enrico Berlinguer.
Secondo Eugenio Scalfari, la proposta di Visentini ha trovato applicazione nel governo Monti.

### Partito Radicale
Il movimento Radicale nel corso dei decenni si è opposta al finanziamento pubblico ai partiti, ottenendo un importante risultato con i referendum abrogativi del 1993.

### Beppe Grillo e Movimento 5 Stelle
A partire dal 2007 in poi si è affacciato sulla scena politica l'antipartitocrazia di Beppe Grillo e del Movimento 5 Stelle.
In più occasioni sia Grillo dal suo blog sia gli aderenti al Movimento 5 Stelle hanno più volte ribadito la loro estraneità a forme partitiche attuali ed hanno denunciato la partitocrazia come elemento sociopolitico da contrastare e combattere attraverso l'adozione di forme e metodi di democrazia partecipativa e diretta.